# Desaguadero (Bolivien)
Desaguadero ist eine Landstadt im Departamento La Paz, die zum Teil im südamerikanischen Anden-Staat Bolivien liegt und zum Teil im angrenzenden Peru.

## Lage im Nahraum
Desaguadero ist zentraler Ort des Municipio Desaguadero in der Provinz Ingavi. Die Stadt liegt in einer Höhe von 3827 m im nördlichen Teil der bolivianischen Altiplano-Hochfläche an der Grenze zwischen Bolivien und Peru. Die Stadt wird durch den Río Desaguadero, Grenzfluss und einziger Abfluss des Titicacasees, in eine bolivianische und eine peruanische Hälfte geteilt, wobei das bolivianische Desaguadero östlich des Desaguadero-Abflusses liegt.

## Geographie
Desaguadero liegt zwischen den Anden-Gebirgsketten der Cordillera Occidental und der Cordillera Oriental. Das Klima ist ein typisches Tageszeitenklima, bei dem die Temperaturunterschiede im Tagesverlauf deutlicher ausfallen als im Jahresverlauf.
Die Jahresdurchschnittstemperatur beträgt knapp 8 °C (siehe Klimadiagramm Desaguadero), die Monatswerte schwanken nur unwesentlich zwischen 7 °C im Juni/Juli und 9 °C von November bis März. Der mittlere Jahresniederschlag beträgt etwa 670 mm und fällt vor allem in den Monaten Dezember bis März mit monatlich mehr als 100 mm, von Mai bis August herrscht eine Trockenzeit mit Monatsniederschlägen unter 15 mm.

## Verkehrsnetz
Desaguadero liegt in einer Entfernung von 109 Straßenkilometern westlich von La Paz, der Hauptstadt des Departamentos.
Von La Paz führt die asphaltierte Nationalstraße Ruta 2 in westlicher Richtung dreizehn Kilometer bis El Alto, von dort die Ruta 1 über 96 Kilometer nach Südwesten über Laja, Tiawanacu und Guaqui bis Desaguadero.
Im Jahr 1880 wurde Desaguadero neben Puerto Pérez als erste bolivianische Stadt durch eine Telegraphenlinie mit La Paz verbunden.
Desaguadero ist eine wichtige Zwischenstation auf der interozeanischen Achse zwischen Pazifik und Atlantik. Von hier verläuft die Verbindung nach Puerto Suárez im südost-bolivianischen Tiefland an der Grenze zu Brasilien.
Bis in die 1980er Jahre wurden Fahrzeuge vom peruanischen zum bolivianischen Ufer noch mit Booten über den Río Desaguadero transportiert, heute verbindet eine internationale Brücke den geteilten Grenzort.

## Bevölkerung
Die Einwohnerzahl der Ortschaft ist in den vergangenen beiden Jahrzehnten auf mehr als das Doppelte angestiegen:
| Jahr | Einwohner | Quelle       |
| ---- | --------- | ------------ |
| 1992 | 1586      | Volkszählung |
| 2001 | 2219      | Volkszählung |
| 2012 | 4065      | Volkszählung |
| 2024 |           | Volkszählung |

Aufgrund der historischen Bevölkerungsstruktur weist die Region einen erheblichen Anteil an Aymara-Bevölkerung auf, im Municipio Desaguadero sprechen 84,8 Prozent der Bevölkerung Aymara.